# Anna von Jülich-Kleve-Berg

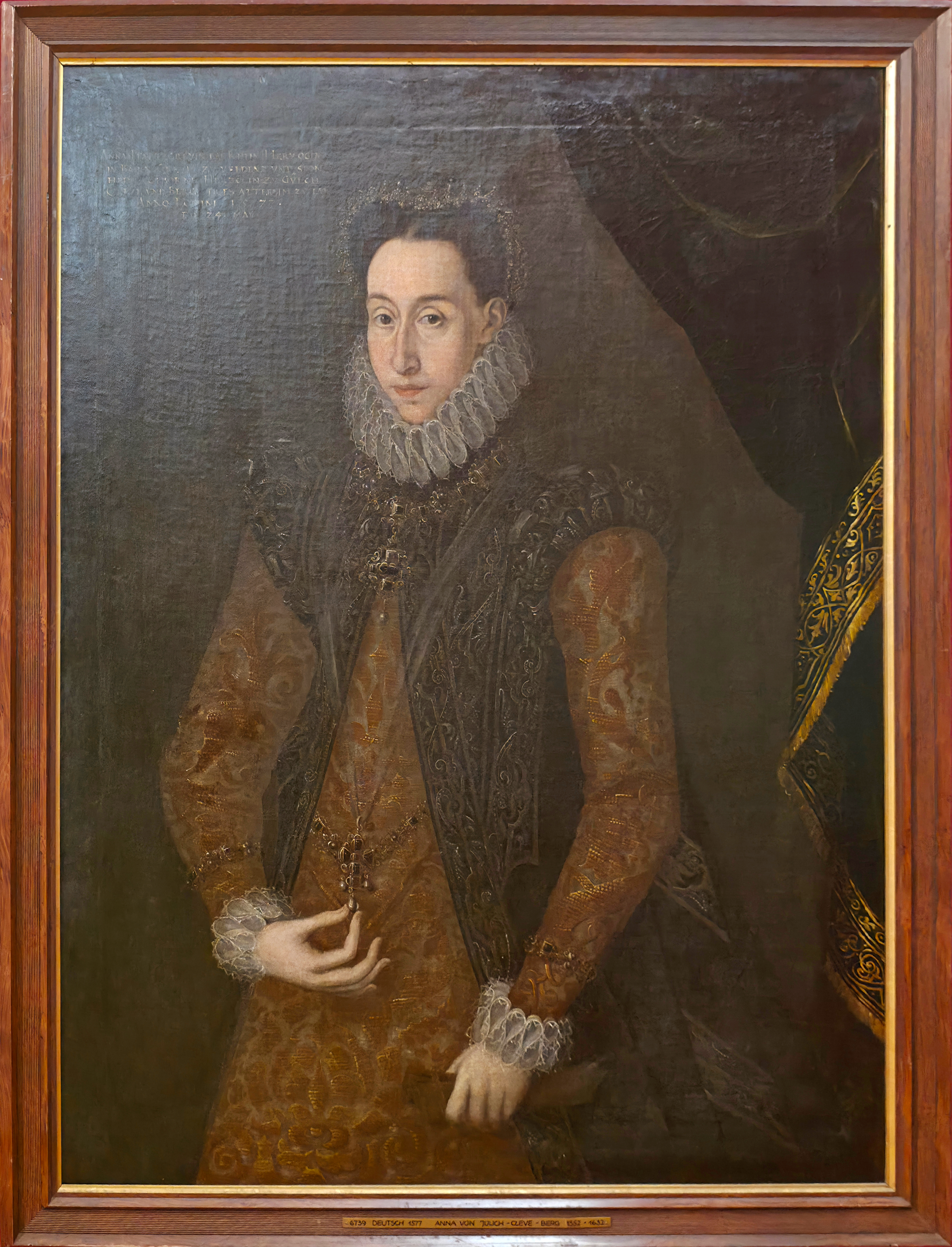
Anna von Jülich-Kleve-Berg im Jahr 1577

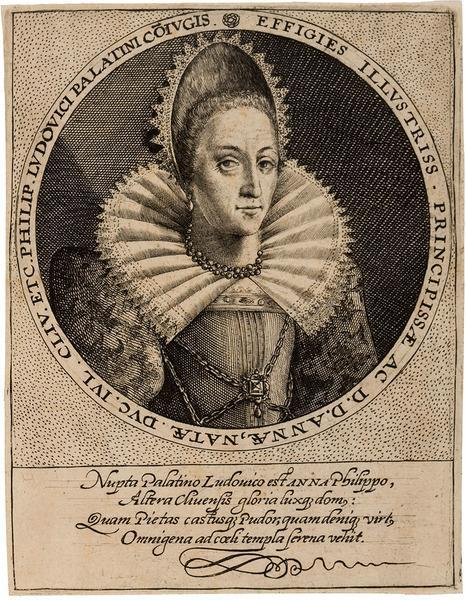
Anna von Jülich-Kleve-Berg, Stich von Crispin de Passe dem Älteren

Anna von Jülich-Kleve-Berg (* 1. März 1552 in Kleve; † 16. Oktober 1632 in Höchstädt an der Donau) war durch Heirat eine Pfalzgräfin bei Rhein zu Neuburg.

## Leben
Anna wurde als zweitälteste Tochter des Herzogs Wilhelm von Jülich-Kleve-Berg und seiner Gemahlin Maria von Habsburg, einer Tochter des römisch-deutschen Kaisers Ferdinand I., zu Kleve geboren. Sie wuchs am Düsseldorfer Hof auf, der sich durch religiöse Indifferenz auszeichnete. Während die Prinzen dort eine katholische Erziehung erhielten, wurden die Prinzessinnen von Amalia, der ledigen Schwester des Herzogs, die sich zur lutherischen Lehre bekannte, an den protestantischen Glauben herangeführt.
Als Anna am 27. September 1574 den Prinzen Philipp Ludwig von Pfalz-Zweibrücken, den ältesten Sohn des Herzogs Wolfgang von Pfalz-Zweibrücken, heiratete, bestanden zunächst noch Zweifel an ihrer religiösen Identität, welche sich zu Beginn der insgesamt 40-jährigen Ehe jedoch legten. In konfessioneller Hinsicht schien Anna mit ihrem Gatten übereingestimmt zu haben. Als Wittum erhielt sie Höchstädt und Liezheim ehevertraglich zugesichert.
Da Anna aufgrund eines Privilegs, das Kaiser Karl V. 1546 im Zuge der Verheiratung seiner Nichte Maria von Habsburg mit Herzog Wilhelm von Jülich-Kleve-Berg begründet hatte, eine erbberechtigte Tochter ihres herzoglichen Vaters war, galt sie neben ihren Schwestern als eine „gute Partie“. Wegen dieses Privilegs machte Annas Gatte Philipp Ludwig, seit 1569 Fürst von Pfalz-Neuburg, im Jahr 1609, als Jülich-Kleve-Berg durch den Tod Johann Wilhelms im Mannesstamme ausstarb, einen Anspruch auf das Erbe in allen Ländern Jülich-Kleve-Bergs geltend. Weil jedoch auch Annas Schwestern, die in andere Herrscherfamilien geheiratet hatten, durch das gleiche Privileg Karls V. einen Erbanspruch begründeten, kam es zum Jülich-Klevischen Erbfolgestreit. In diesem Streit verfocht Annas ältester Sohn, Wolfgang Wilhelm, die pfalz-neuburgischen Ansprüche. 1614 erzielte Wolfgang Wilhelm – nach einem konfessionellen und politischen Wechsel auf die Seite der Katholischen Liga – im Vertrag von Xanten eine vorläufige Lösung mit dem brandenburgischen Kurfürsten Johann Sigismund, wonach Pfalz-Neuburg die Herrschaft über die Herzogtümer Jülich und Berg für sich sichern konnte.

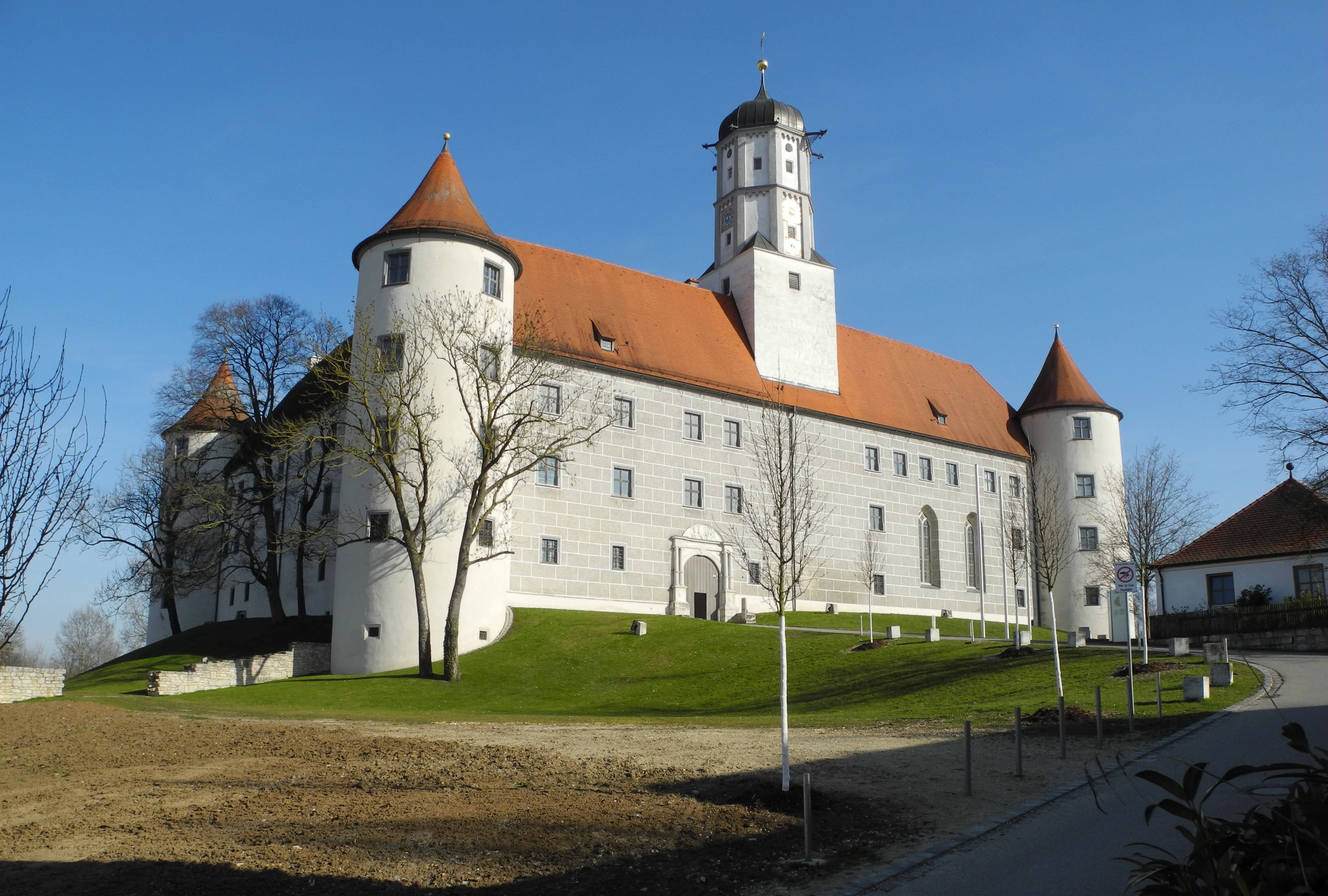
Schloss Höchstädt

Anna, die bis zu ihrem Tode im Jahr 1632 dem lutherischen Bekenntnis treu blieb, ließ es wegen der Konversion ihres Sohns an mütterlichen Ermahnungen nicht fehlen. Ihr Witwensitz war das Schloss Höchstädt. Bedingt durch einen Einfall schwedischer Truppen im Zuge des Dreißigjährigen Krieges sowie nachfolgende religiöse Streitigkeiten fand Anna ihre letzte Ruhestätte erst 1633, zusammen mit acht weiteren Mitgliedern der fürstlichen Familie, in der Fürstengruft der Kirche St. Martin in Lauingen (Donau), der Grablege des Hauses Pfalz-Neuburg.
Im Hof des Neuburger Schlosses steht ein Standbild Annas. Ein Porträt der Fürstin, erhalten im Stadtmuseum Landeshauptstadt Düsseldorf, fertigte der Kupferstecher Crispin de Passe der Ältere. Von einem unbekannten Maler stammt ein Bildnis in Öl, das Anna im Jahr 1577 zeigt.

## Nachkommen
Mit ihrem Ehemann Philipp Ludwig von Pfalz-Neuburg hatte Anna vier Töchter und vier Söhne:
- 1. Anna Maria (1575–1643) ⚭ Friedrich Wilhelm I. von Sachsen-Weimar
- 2. Dorothea Sabine (1576–1598)
- 3. Wolfgang Wilhelm von Pfalz-Neuburg, Pfalzgraf bei Rhein (1578–1653) ⚭ 1. Magdalene von Bayern, 2. Katharina Charlotte von Pfalz-Zweibrücken, 3. Maria Franziska von Fürstenberg-Heiligenberg
- 4. Otto Heinrich (1580–1581)
- 5. August von Pfalz-Sulzbach (1582–1632) ⚭ Hedwig von Schleswig-Holstein-Gottorf
- 6. Amalia Hedwig (1584–1607)
- 7. Johann Friedrich von Pfalz-Hilpoltstein (1587–1644) ⚭ Sophie Agnes von Hessen-Darmstadt
- 8. Sophie Barbara (1590–1591)